# Crassula helmsii
Espèce
Classification phylogénétique

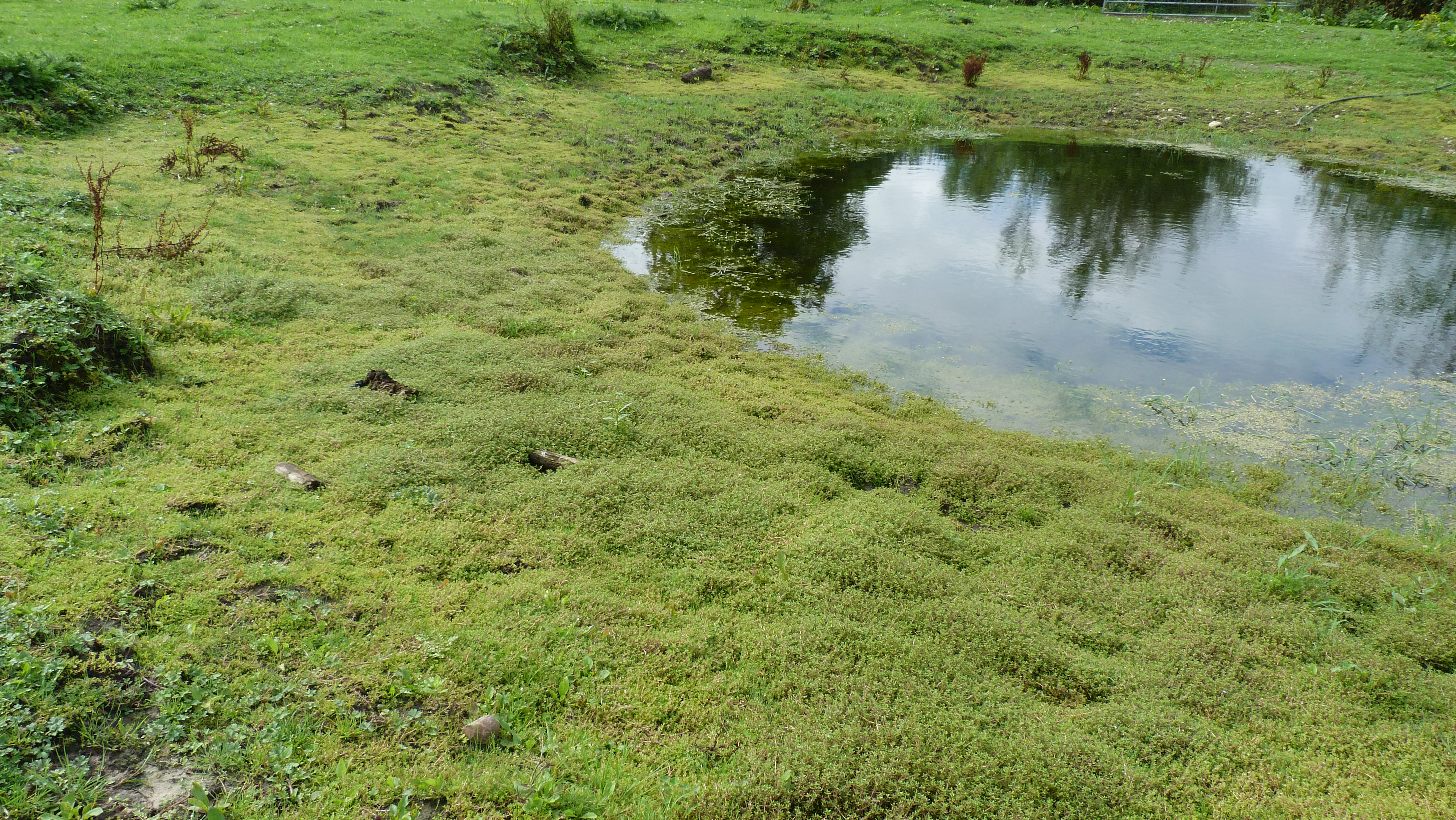
Crassula helmsii colonisant de manière envahissante une mare et sa périphérie.

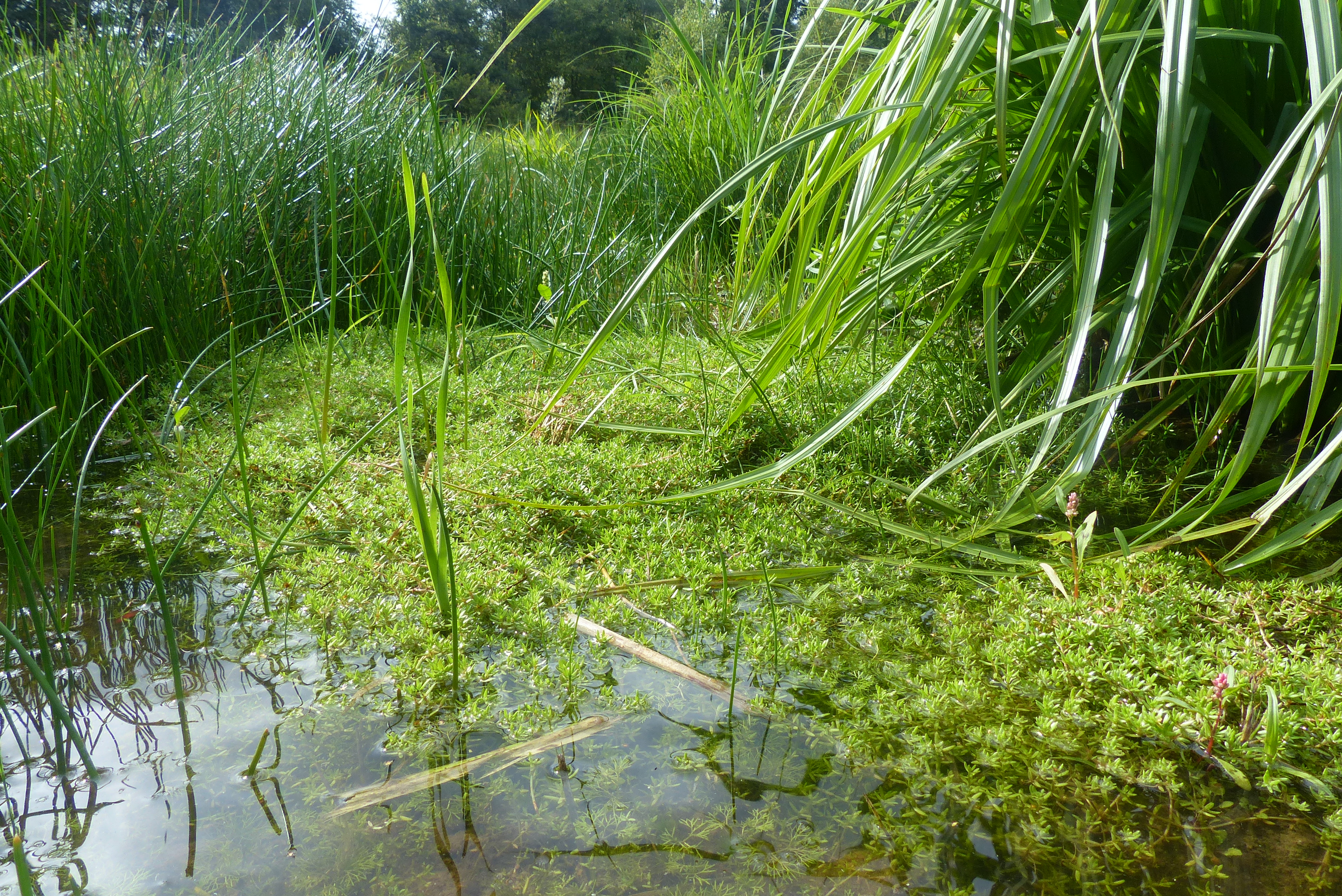
Crassula helmsii colonisant la limite écotoniale d'une mare.

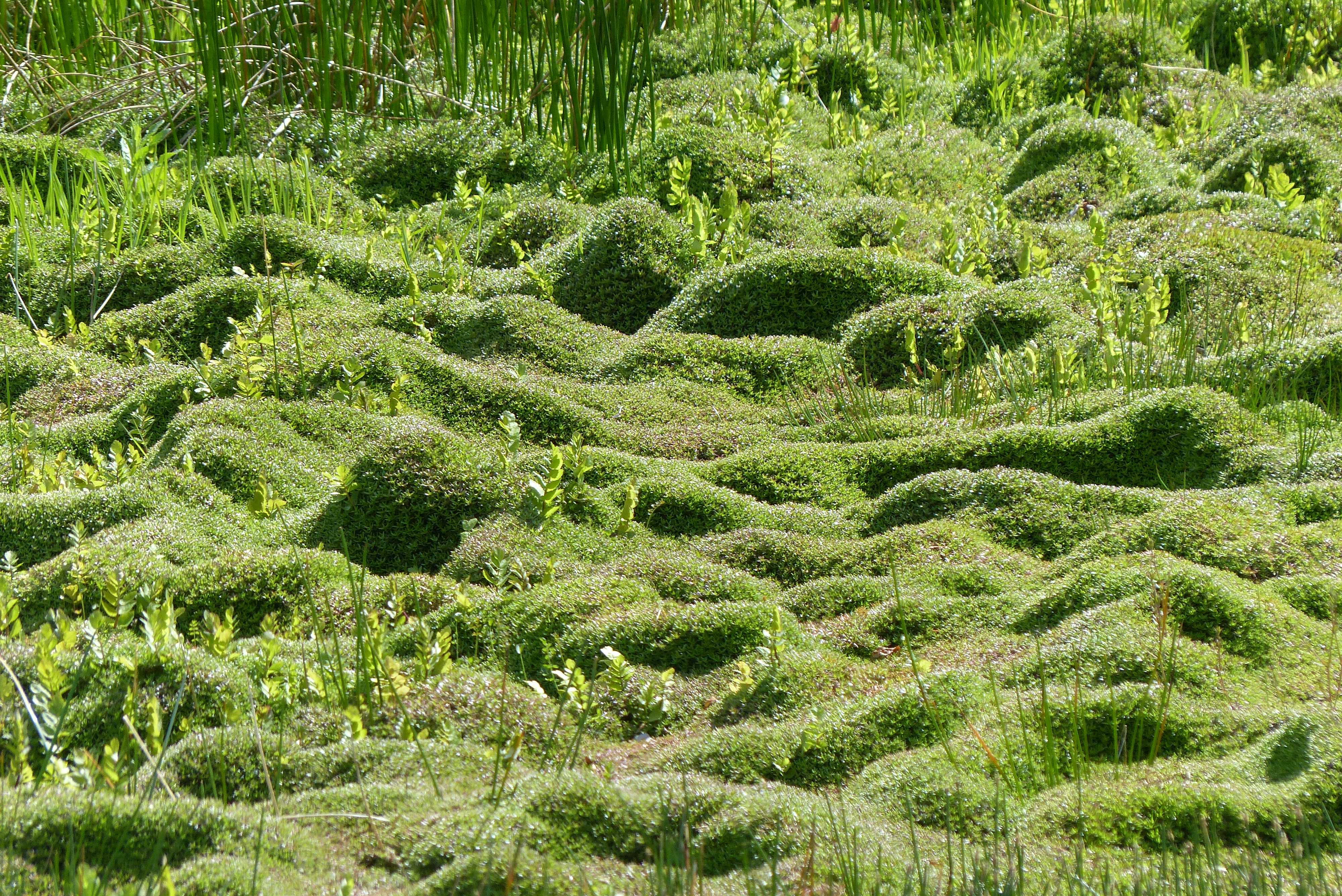
Crassula helmsii en train d'étouffer la flore autochtone sauvage.

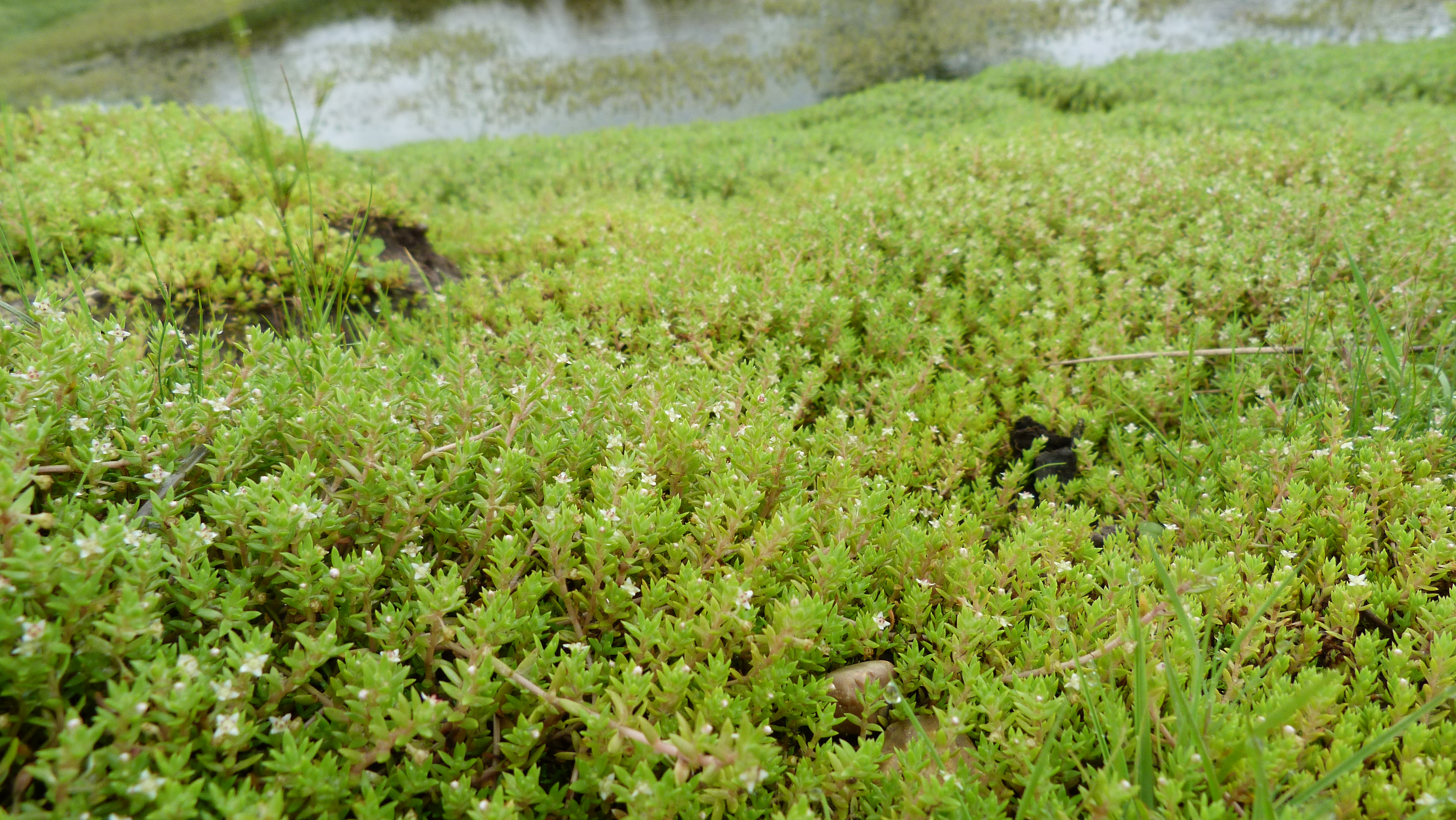
Aspect d'un tapis dense de Crassula helmsii.

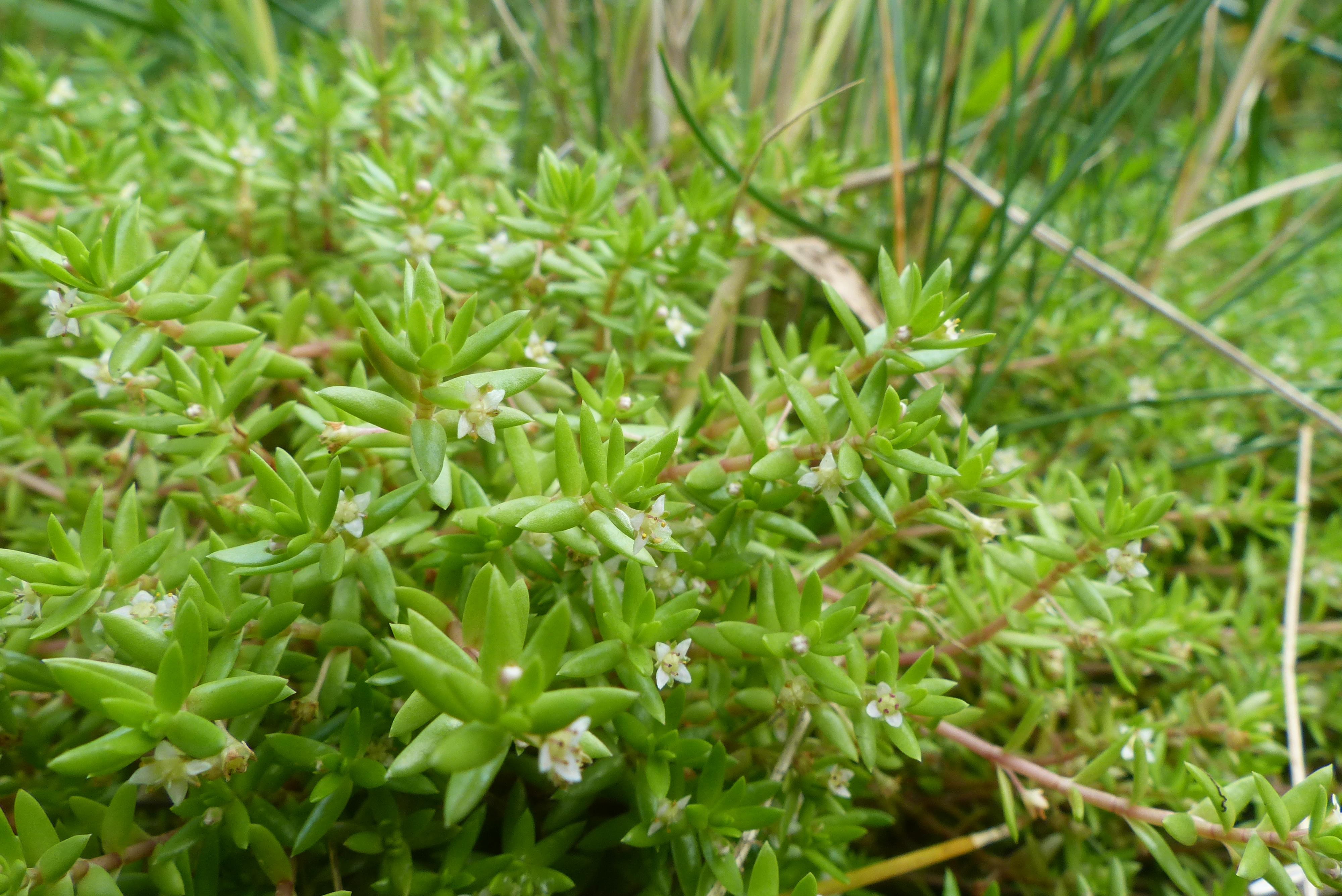
Détail d'un tapis de Crassula helmsii en situation d'invasion biologique.

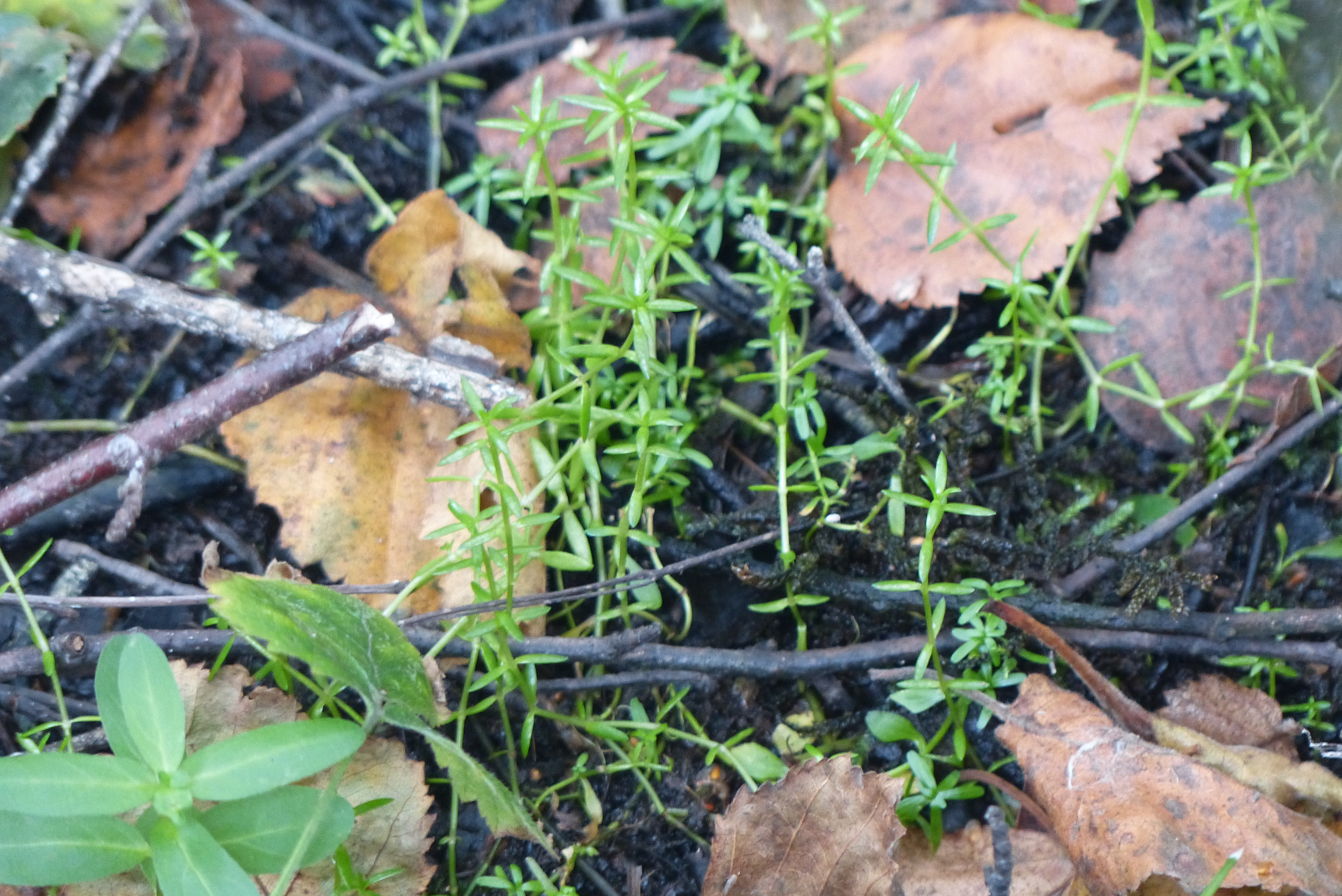
jeune plantule.

Crassula helmsii, la Crassule de Helms, est une espèce de plantes à fleurs  de la famille des Crassulaceae. C'est une plante aquatique ou semi-aquatique du groupe des plantes succulentes (à ne pas confondre avec Crassula aquatica).
Aussi dénommée swamp stonecrop ou New Zealand pigmyweed en anglais, parfois vendue sous les noms impropres de Bacopa minimaou de Tillaea recurva, elle est également appelée « Orpin des marais », « Orpin australien », « Herbe folle pygmée de Nouvelle-Zélande ».

Cette plante forme des tapis flottant monospécifiques souvent très denses et de plusieurs dizaines de centimètres d’épaisseur. Ceux-ci affectent les écosystèmes des mares et étangs au détriment de nombreuses espèces autochtones (faune, flore, fonge, plancton) et souvent d'espèces déjà menacées. Ces tapis très denses peuvent parfois localement freiner l'écoulement gravitaire de l'eau.
En Europe, elle fait partie des espèces exotiques envahissantes dont le risque de prolifération a été classé « élevé ».

## Aire de répartition (en extension rapide)
Cette espèce originaire d'Australie et de Nouvelle-Zélande a été introduite dans de nombreuses régions du monde où elle est localement devenue « envahissante » en posant parfois de graves problèmes de biologie de la conservation. Elle est en effet très résistante aux désherbants et ne semble pas avoir de prédateurs efficaces en Europe. 
Elle a été introduite en 1911 en Angleterre comme plante décorative et oxygénante des bassins d'ornement, puis commercialisée dès 1927 comme plante d'aquarium. 
Elle ne semble pas s'être acclimatée immédiatement car sa première observation dans la nature date de 1956. Mais elle est maintenant localement densément présente dans certaines zones humides du sud de l’Angleterre, d'Irlande du Nord, d'Allemagne, des Pays-Bas, du Danemark, d'Espagne, de Belgique (inscrite dans la liste noire des espèces invasives) et en France (au nord de la Loire en Ille-et-Vilaine, Finistère, Nord-Pas-de-Calais-Picardie, Seine et Marne et Calvados).
Au Royaume-Uni, c'est l'une des cinq espèces de plantes aquatiques dont la vente est - depuis avril 2014 - strictement interdite. C'est la première espèce à avoir été ainsi interdite dans ce pays.
Selon les conservatoires botaniques, elle peut coloniser « les zones humides intérieures telles que les marais, les tourbières mais aussi les zones humides côtières et les eaux continentales telles que les cours d'eau et leurs abords, les canaux, les lacs, les mares et les marges des étangs boueux ».

## Synonymes
Cette plante a aussi été décrite ou vendue sous les noms suivants (aujourd'hui désuets) :
- Bulliardia recurva Hooker[6],
- Crassula recurva (Hooker) Ostenfelf 1918 [6],
- Tillaea verticillaris Hooker 1840 [6],
- Tillaea recurva Hooker[6],
- Tillaea helmsii Kirk[6]

## Description
- Les tiges sont de longueur très variable selon le contexte (plus courtes sur terre, et jusqu'à 1,3 m sous l'eau, mais plus souvent de 8 à 60 cm [4]). Elles sont toujours cylindriques et fines (quelques mm au plus) et peu succulentes, colorées verte à rouge (surtout au niveau de l'insertion des feuilles [4]. 
Chaque nœud peut émettre des racines qui s'ancrent sur le substrat en situation subaquatique. À faible profondeur (moins de 50 cm), la plante se ramifie moins sous l'eau et en milieu d'été ces ramifications deviennent aériennes, se dressant hors de l'eau alors que l'herbier dans son ensemble devient plus dense [6]. Si le niveau d'eau baisse, la plante produit plus de ramifications et la longueur de l'inter-nœuds diminue alors que les feuilles et tiges deviennent plus épaisses et crassulantes[6].
- Les feuilles, de forme linéaire et plutôt épaisses (à maturité), sont recourbées et aiguës, à faces parallèles étroites ; en paires opposées et reliées entre elles par une encolure. 
La feuille mesure de 4 à 24 millimètres de long, et 0,7 à 1,6 mm de large. Sous l'eau les feuilles sont surtout situées à l’extrémité de la tige.
- Les fleurs sont petites, solitaires blanches à légèrement rose et à quatre pétales. Elles sont toujours situées au-dessus de l'eau. Elles apparaissent en été sur de longs pédoncules floraux issus de l'aisselle des feuilles supérieures émergées.
- Les fruits : ce sont des follicules abritant 2 à 5 graines chacun. La graine, de 0,5 mm de long est lisse et d'une forme elliptique à ovale[4].

Risques de confusion : en Europe, cette crassule peut être confondue (en phase aquatique, où les feuilles ne sont pas "grasses") avec plusieurs espèces de callitriches.

## Habitat
Cette espèce est assez ubiquiste (des milieux acides à basiques en passant aux eaux légèrement saumâtres), assez tolérante à l'ombreet très tolérante à l'anaérobiose du sol comme à une large gamme de température (–6 °C en hiver à 30 °C en été), en supportant des sécheresses prolongées). Elle s'épanouit sur les sols humides des bords et abords vaseux ou sableux des mares, étangs et de certains bras-morts de cours d'eau où ses tapis denses et monospécifiques couvrent parfois 100 % de la surface disponible. Sous l'eau elle peut densément coloniser le milieu en s'enracinant jusqu’à 3 m de profondeur.
Dans sa zone d'origine (hémisphère sud), elle semble associée à des zones où la pluviométrie est comprise entre 100 et 550 mm durant l'été austral (novembre-avril) et de 200 à 3 000 mm en hiver (mai-octobre), jusqu’à 300 m au-dessus du niveau de la mer.

## Biologie, écologie
Elle peut aussi être semi-submergée ou totalement submergée avec alors des tiges plus allongées. En région fraîche à tempérée, elle ne meurt pas en hiver. 

### Reproduction / dispersion
Cette espèce est monoïque, à floraison estivale (juin à septembre) et autopollinisée. 
En Europe elle semble toujours asexuée, via la multiplication végétative (La tige est cassante, et tout fragment de plus de 5 mm de tige contenant un nœud, peut potentiellement engendrer une nouvelle population). 
Des fleurs s'autopollinisant et produisant des follicules contenant les graines ont été observées au Royaume-Uni, mais les graines étudiées n'ont pas produit de descendance, ce pourquoi, la production de graines viables est considérée comme « incertaine » en Europe (ou peut-être doivent elles être ingérées par certaines espèces ou dégradées par un champignon ou des bactéries particulières pour pouvoir germer?).
Cette espèce produit aussi des stolons, qui augmentent encore sa capacité de dissémination rapide.
En outre, de petits bourgeons dits turions se forment en automne, puis se détachent de la tige. Ces propagules permettent à la plante de coloniser d’autres zones, poussés par le vent à la surface de l’eau, emportée par des oiseaux d’eau ou au gré des inondations. 
Les hélices de bateaux, certains équipements d'entretien des cours d'eau, propagules ramenés par des hameçons et autres agrès ou matériel de pêche, de même que tout rejet dans la nature de propagules à partir de bassins d'agrément ou aquarium en contenant peuvent contribuer à sa dispersion.

## Interactions avec les autres espèces
Selon les études disponibles, les pullulations de crassules ont des effets sur la composition ou le fonctionnement des communautés végétales et animales en place :
- sans réduction globale de la richesse en espèces végétales aquatiques selon Hackney 2006), mais en transformant la proportion des espèces ;
- réduction du taux de germination d'autres espèces de plantes aquatiques (indigènes) selon Hackney 2006).
- accroissement de la part d'espèces aquatiques émergentes et/ou de lisières selon Hackney 2006).
- amoindrissement du nombre d’espèces végétales en pleine eau (Hackney 2006).
- et diminution de la biomasse d'algues vertes (Charophyceae notamment), en raison d'une compétition pour l'espace (Hackney 2006).
- Constat de moindre germination fit pour six espèces végétales aquatiques importantes pour le développement des œufs de tritons du Sud ouest de l’Angleterre, mais sans réduction significative de la richesse en espèces végétales et de la banque d'œufs des mares. Les œufs de triton éclosent cependant plus tardivement sur la Crassule de Helm notent Langdon et al. en 2004[15].
- Les tapis de crassules cachent tout ou partie de la surface de l'eau, diminuant la valeur récréative des plans d’eau. Ces tapis sont en outre parfois dangereux pour les enfants, promeneurs, animaux de compagnie ou d'élevage[16].

## Culture
C. helmsii a été utilisée ou l'est encore en aquariophilie (aquarium d'eau froide).  Il est recommandé de ne pas l'introduire dans la nature ou les jardins car une fois installée il est souvent impossible de l'éradiquer et elle peut prendre la place de toutes les autres espèces autochtones. Sa mise en culture est interdite dans certains pays (ex : Royaume Uni, où cette espèce est réglementée par le Wildlife and Countryside Act depuis 1981), 

## Lutte contre les invasions
Sauf quand elle apparait ou quand elle n'est présente qu'en faible quantité (faible biomasse), il est difficile de l'éradiquer à la main, mécaniquement et même à l'aide de désherbants chimiques ; 
Dans les années 1990 alors que l'espèce commençait à poser de sérieux problèmes au Royaume-Uni, des études ont porté sur les moyens de la contrôle par des désherbants chimiques, dont avec le NERC Institute of Freshwater Ecology, River Laboratory. 
Pour de faibles quantités, le glyphosate (substance active du Roundup) a été initialement sélectionné comme efficace, mais il pose des problèmes écologiques pour le milieu et d'autres espèces (éventuellement protégées). Le diquat a ensuite été recommandé. 
Des tests réalisés in situ en condition variées de biomasse, de saison d'application et de milieu ont montré que si de faibles biomasses semblent pouvoir être contrôlés, la plante ne peut toutefois probablement pas être éliminé, et des applications répétées ou à des dosages élevés semblent nécessaires pour contrôler les biomasses très élevées qui caractérise l'espèce dans les milieux où elle se plait (jusqu'à 45 kg de poids frais par mètre carré), à moins que la plus grande partie de la biomasse ait été physiquement réduite avant l'application de l'herbicide. L'auteur de cette étude recommande d'approfondir les connaissances sur les moyens de contrôler cette plante, dans le respect du droit de l'environnement. 
D'autres méthodes ont été scientifiquement testées, dont l'utilisation de mousse brûlante biodégradable (3 traitements "Waipuna" successifs en 1 mois), l'asphyxie/privation de lumière avant enfouissement, dans la réserve naturelle d'Old Moor gérée par le Royal Society for the Protection of Birds (RSPB) dans le Yorkshire du Sud. Dans cette réserve C helmsii était très présente, et probablement installée depuis une décennie. 

La combinaison de la mousse brûlante et du glyphosate (Glyphos biactive à 5 litres/hectare ne permettait de tuer qu'environ la moitié des plantes. L'asphyxie avec privation de lumière sous bâche plastique noire étanche, suivi d'un enfouissement profond a permis de faire disparaitre toute la population (définitivement ?), mais avec l'inconvénient d'un labour profond qui a fortement perturbé le milieu naturel. Par exemple, jusqu’à 20 m2, il faut recouvrir la surface de l’herbier pendant 10 semaines pour voir les premiers effets. L'ombrage par des arbres peut aussi faire reculer l'espèce qui a besoin de beaucoup de lumière, mais au détriment d'autres espèces autochtones qui ont les mêmes besoins de lumière.
Dans une autre réserve naturelle anglaise (The Lodge RSPB Reserve), une bâche plastique noire de polyéthylène a permis de tuer les plantes, mais la zone a ensuite été recolonisée à partir d'individus qui n'étaient pas sous la bâche . 
L’espèce a été trouvée  pour la première fois aux Pays-Bas en 1995, dans une réserve naturelle près de Bréda. Comme elle semblait n'avoir que peu d’effets sur les systèmes de gestion de l’eau, on y a d’abord prêté peu d’attention, puis elle a commencé à se montrer envahissante dans les milieux dunaires et certains étangs en éliminant par compétition les plantes aquatiques autochtones et en diminuant la surface exploitable par les animaux (oiseaux surtout) dans certaines zones humides). 
Un test de gestion (évalué à 84 200 €, bénévolat non-compris) a consisté à exclure le pâturage par de grands herbivores afin qu’il ne dispersent pas de propagules, puis assécher les zones concernées, décaper les 20 premiers centimètres de sol et enfouir le sol comprenant les racines sur place. L’assèchement se montre difficile car la plante est crassulante et se réhydrate quand il pleut, et la nappe n’est jamais loin aux Pays-Bas. Une expérience de curage d’étang a permis de supprimer provisoirement l’espèce, mais la plante a rapidement recolonisé le site. Un test a consisté (avec autorisation dérogatoire) à colorer l’eau d’un étang  (au moyen de Dyofix) pour diminuer l'éclairement de la partie immergée de la plante (et donc sa photosynthèse), sans succès même en dépassant la dose recommandée toute l’année (100 μg.l-L) . 
Les conclusions plaident pour une mise à nu des berges suivie d'une pose de bâches-plastique opaques ; avec suivi et suppression d'éventuelles repousses et isolement ou traitement équivalent de toute nouvelle colonisation, toujours en veillant à ce que de fragments de crassule ne dérivent pas pour aller coloniser d’autres sites (ce qui semble difficile à éviter en situation d’inondation). Rem : Les bâches sont efficaces, mais en janvier 2013, le niveau de l’eau a dépassé la surface couverte par les bâches, entraînant une dispersion de fragments de tiges encore vivants. Des bénévoles ont dû procéder à des récoltes hebdomadaires des plantes . 
Des recherches ont aussi porté sur des pesticides inhibiteurs de croissance (in vitro), mais avec le risque d'affecter des espèces non-cibles (Une grande partie de la biodiversité dépend directement ou indirectement des zones humides). 
Aucune méthode de lutte biologique n'est à ce jour efficace. La carpe (souvent proposée par les pêcheurs) consomme facilement les pousses éparpillées, mais préfère d'autres espèces quand elle a le choix et elle finit par s'asphyxier dans les herbiers plus denses et peut aussi contribuer à créer des propagules), et la carpe Amour (espèce exotique) pose elle-même des problèmes écologiques.

## Coûts
Les essais de gestion de cette espèce ont coûté 1,45 à 3 millions d’euros pour la gestion de 500 sites durant deux à trois ans au Royaume-Uni selon l’organisation européenne et méditerranéenne pour la protection des plantes.